# Tinker Bell and the Lost Treasure
Tinker Bell and the Lost Treasure (en España Campanilla y el tesoro perdido y en Hispanoamérica Tinker Bell y el Tesoro Perdido) es una película de animación de la compañía de Disney dirigida por Klay Hall y basada en el personaje de Campanilla (Tinker Bell en inglés) de J. M. Barrie, y fue estrenada en otoño del 2009.

## Argumento
Comenzando el otoño, a Tinker Bell ("Campanilla" en España) se le encarga la creación de un cetro para albergar una mágica piedra azul que ayudará a rejuvenecer al Árbol de Polvo de Hadas. Con ayuda de Terrence elabora el cetro. Cuando ya estaba casi listo accidentalmente se rompe al caerle encima una brújula que trajo Terrence, ya que Tinker Bell necesitaba la cosa puntiaguda de adentro. El hada enojada culpa a Terrence y le dice que se vaya, él se va diciéndole que no la ayudará más. Tinker Bell enojada patea la brújula haciendo que esta caiga sobre la piedra encantada y se rompa en pedazos. Tinker Bell se asusta ante el hecho y aprovecha de ir al acto de las hadas para preguntarle a Hada Mary si había otra piedra encantada (no le dijo que la primera se había roto). Ella dice que esa es la única que pudieron hallar. Tinker Bell creía que ya no habría solución hasta que las hadas cuentan la leyenda de un espejo mágico hecho por hadas que concede tres deseos. Dicho espejo fue utilizado por los piratas y solo les quedaba un deseo pero su navió náufrago antes de que pudieran pedirlo.
Así Tinker Bell decide embarcarse en un viaje largo y peligroso al Norte de Nunca Jamás para encontrar el espejo y desear una nueva piedra mágica. En el camino conoce a una luciérnaga llamada Blase que la acompaña durante el resto de su viaje. Por fin logran encontrar el navío náufrago y deciden entrar y pasar por 2 troles. Allí logran encontrar el espejo en un saco lleno de oro. Tinker Bell se prepara para pedir el deseo pero se incomoda por la luz de Blase y dice que desearía que se apagara por un momento. La luz de Blase se apaga y Tinker Bell lo culpa de lo que pasó. Pero luego ella se da cuenta de que no es culpa de nadie si no de ella misma, lamenta haberle gritado a Terrence y desea con todo su corazón que el estuviese a su lado. El reflejo de Terrence aparece en el espejo, ella se da cuenta de que él está ahí, le abraza y le pide disculpas por lo mal que lo trató cuando quiso ayudarle. Terrence acepta sus disculpas y juntos deciden salir del navío. Un grupo de ratas se lo impiden pero los tres trabajando en equipo logran espantarlas y salen.
Regresan en el globo que construyó Tinker Bell y ella está triste porque no tiene ningún cetro. Entonces Terrence saca las partes de su cetro y juntos deciden armar uno nuevo. Mientras en la tierra de las hadas, el festival de Otoño estaba a punto de comenzar y Hada Mary se preocupa al ver que Tinker Bell no había llegado. Justo unos momentos después aparecen Tinker Bell, Terrence y Blase. Tinker Bell coloca el cetro en su base y lo descubre. Hada Mary se desmaya al ver la piedra rota en pedazos pero al ser iluminada por la luz de la Luna azul, la piedra emite un poderoso resplandor y todo el lugar queda cubierto de polvillo azul. Se menciona que aquella era la primera vez que se veía tanto polvillo azul y Hada Mary ya recuperada felicita a Tinker Bell por su idea tan ingeniosa. Entonces todas las hadas marchan juntas hacía el árbol del polvillo. Tinker Bell aprendió que hay un tesoro mucho más importante que el oro y las joyas. Es un tesoro que no se puede tocar pero que perdura para siempre, es el tesoro de la amistad sincera.

## Reparto
- Mae Whitman como Tinkerbell.
- Lucy Liu como Silvermist.
- Jesse McCartney como Terence.
- Raven-Symoné como Iridessa.
- Kristin Chenoweth como Rosetta.
- Angela Bartys como Fawn.
- Anjelica Huston como Reina Clarion.
- Grey DeLisle como Lyria / Viola / Narradora.
- John Di Maggio como Ministro de Otoño.
- Jeff Bennett como Clank / Troll bajo / Hada Gary.
- Jane Horrocks como Hada Mary.
- Rob Paulsen como Bubble / Troll alto / Búho o Lechuza.
- Roger Craig Smith como Bolt / Stone.
- Bob Bergen como Blaze / Bugs / Criaturas.
- Thom Adcox-Hernandez como Flint.
- Eliza Pollack Zebert como Blaze.
- Allison Roth como Hada French.

### Doblaje en Hispanoamérica (México, Argentina y Miami, EE.UU.)
- Christine Byrd como Tinker Bell.
- Roger González como Terence.
- María Roiz como Hada Mary.
- Mireya Mendoza como Silvermist.
- Leyla Rangel como Iridessa.
- Romina Marroquín Payro como Rosetta.
- Karla Falcón como Fawn.
- Gabriela Michel como Reina Clarion.
- Ramón Bazet como Bubble.
- Julio César Palomera como Clank.
- Karina como Lyria.
- José Luis Orozco como Ministro de Otoño.
- Francisco Colmenero como Troll alto.
- Arturo Mercado como Troll bajo.
- Enrique "Kike" Porcellana como Hada Gary.
- Dominika Paleta como Narradora.
- Carlos Martello como Piedra.
- Agostina Longo como Viola.

Voces adicionales
- Angeles Mercado Jiménez
- Arturo Barbosa Navarro
- Luna Arjona
- Mariana Ortiz
- Mariana Robles
- Margie Tager
- Ofelia Guzmán
- Roberto Gutiérrez
- Ulises Maynardo Zavala
- José Luis Miranda
- Karla ""Marya"" Gamboa
- Carlos Luyando
- Carmen Mercado
- Daniel Cervantes
- Fabricio Solís
- Fela Domínguez
- Gabriela Beltrán
- Gustavo Melgarejo

Créditos técnicos
- Estudio de Doblaje 1: Taller Acústico S.C., México D.F.
- Estudio de Doblaje 2: Media Pro Com, Buenos Aires, Argentina
- Estudio de Doblaje 3: Crescent Moon Studios, Miami, Florida
- Director de Diálogo: Arturo Mercado Chacón
- Traductor/Adaptador: Katya Ojeda
- Ingeniero de Grabación: Luis Cortéz/Agustín Escobar Cello/Danny Ponce
- Estudio de Edición: Diseño en Audio S.A. de C.V.
- Editor de Diálogo: Carlos Castro
- Estudio de Mezcla: Shepperton International
- Director Creativo: Raúl Aldana
- Doblaje al español producido por: Disney Character Voices International, Inc.

## Música
| Inglés | Español (España)                                                                     | Español (Hispanoamérica) |
| --- | ------------------------------------------------------------------------------------ | --- |
| 1. If You Believe - Música y Letras por: Brendan Milburn & Valerie Vigoda - Interpretada por: Lisa Ann Kelly de Celtic Woman - Producida por: Joel McNeely & David Downes                                                                                        |                                                                                      | 1. Si Crees en Ti - Interpretada por: Paty Cantú - Director Vocal: Raúl Aldana & Jack Jackson - Letrista: Álvaro Cerviño - Paty Cantú aparece por cortesía de EMI MUSIC México |
| 2. Fairy Tale Theatre - Música por: Joel McNeely - Letras por: Seth Friedman - Interpretada por: Grey DeLisle & Julie Garnyé |                                                                                      | 2. Historia Ancestral - Interpretada por: Karina - Director Vocal: Raúl Aldana & Jack Jackson - Letrista: Álvaro Cerviño - Karina aparece por cortesía de MAXXIMUSIC           |
| 3. Gift of a Friend - Música y Letras por: Adam Watts, Andy Dodd & Demi Lovato - Interpretada por: Demi Lovato - Producida por: John Fields - Arreglos por: Stephen Lu - Mezclado por: Bob Clearmountain - Demi Lovato aparece por cortesía de Hollywood Records | 1. Se llama amistad - Interpretada por: Beatriz Luengo - Director Vocal: - Letrista: | |
| 4. Where The Sunbeams Play - Música por: Joel McNeely - Letras por: Brendan Milburn & Valerie Vigoda - Interpretada por: Méav Ní Mhaolchatha - Producida por: Joel McNeely                                                                                       |                                                                                      | |

### Banda sonora
La música fue compuesta por Joel McNeely, quien también colaboró en la primera película de Tinker Bell.
La banda sonora fue lanzada el 22 de septiembre del 2009. Contiene canciones inspiradas en la película y también contiene la canción "Fly To Your Heart" de la primera película..
|     |                                                 |                              |          |  |  |  |  |  |  |  |
| N.º | Título                                          | Intérprete(s)                | Duración |  |  |  |  |  |  |  |
| 1.  | «Gift Of A Friend»                              | Demi Lovato                  |          |  |  |  |  |  |  |  |
| 2.  | «Take To The Sky»                               | Jordan Pruitt                |          |  |  |  |  |  |  |  |
| 3.  | «Where The Sunbeams Play»                       | Méav Ní Mhaolchatha          |          |  |  |  |  |  |  |  |
| 4.  | «Road To Paradise»                              | Jordin Sparks                |          |  |  |  |  |  |  |  |
| 5.  | «I'll Try»                                      | Jesse McCartney              |          |  |  |  |  |  |  |  |
| 6.  | «If You Believe»                                | Lisa Kelly (de Celtic Women) |          |  |  |  |  |  |  |  |
| 7.  | «Mirror»                                        | Tiffany Thornton             |          |  |  |  |  |  |  |  |
| 8.  | «The Magic Of A Friend»                         | Haley Orrantia               |          |  |  |  |  |  |  |  |
| 9.  | «It's Love That Holds Your Hand»                | Jonatha Brooke               |          |  |  |  |  |  |  |  |
| 10. | «A Greater Treasure Than A Friend»              | Savannah Outen               |          |  |  |  |  |  |  |  |
| 11. | «Pixie Dust»                                    | Ruby Summer                  |          |  |  |  |  |  |  |  |
| 12. | «Fly Away Home»                                 | Alyson Stoner                |          |  |  |  |  |  |  |  |
| 13. | «Fly To Your Heart»                             | Selena Gomez                 |          |  |  |  |  |  |  |  |
| 14. | «Gift Of A Friend» (Video musical)(Bonus track) | [ 5 ]                        |          |  |  |  |  |  |  |  |

"You Were" de Ayumi Hamasaki est la chanson thème de la sortie japonaise du film.

## Fechas de estreno
Las siguientes fechas de estreno fueron en el año 2009:
- Argentina: 3 de septiembre
- Chile: 3 de septiembre
- México: 4 de septiembre
- Venezuela: 4 de septiembre
- Colombia: 18 de septiembre
- Grecia: 15 de octubre
- Estados Unidos: 27 de octubre
- Alemania: 12 de noviembre
- España: 25 de noviembre
- Japón: 23 de diciembre

## Nota
1. 1 2  Mientras que en Estados Unidos y otros territorios la película se distribuyó bajo Walt Disney Studios Home Entertainment como una película lanzada directamente para vídeo, en algunos países fue estrenada en cines bajo Walt Disney Studios Motion Pictures.